# Aleksandar Petaković
Aleksandar Petaković (Belgrado, 6 de fevereiro de 1930 - 12 de abril de 2011) foi um futebolista e treinador iugoslavo que atuava como meia.

## Carreira
Aleksandar Petaković fez parte do elenco da Seleção Iugoslava de Futebol, na Copa do Mundo de  1954 e 1958.